# Animal de apoyo emocional
Los animales de apoyo emocional, ESAN o animales de acompañamiento son animales entrenados para proporcionar apoyo emocional a personas con discapacidades, enfermedades o problemas de salud mental. Estos animales pueden ser perros, gatos, caballos, conejos, aves o cualquier otra especie que haya sido adiestrada para brindar compañía, apoyo y seguridad.

## Concepto
Los animales de apoyo emocional son aquellos que brindan ayuda terapéutica a sus dueños, ayudándolos a superar miedos, ansiedad o traumas mediante el afecto y la compañía. Forman parte del tratamiento psicológico, psiquiátrico o médico de los pacientes.
A diferencia de los animales de servicio, que asisten a personas con discapacidades específicas, como perros guías para personas ciegas o perros entrenados para detectar condiciones médicas como la epilepsia, los animales de apoyo emocional no tienen la misma necesidad de estar cerca de la persona a la que ayudan. No todos los espacios deben permitir su ingreso.
Son especialmente indicados para individuos que experimentan episodios frecuentes de miedo, pánico, ansiedad o fobias. Además, pueden brindar apoyo a personas que sufren de estrés postraumático, ya que tienen la capacidad de ayudar a sus dueños a sentirse mejor en situaciones adversas.

## Certificación y respaldo
Para obtener la certificación de un animal de apoyo emocional, se debe contar con la autorización de un profesional de la salud mental. Estos profesionales evalúan a la persona y determinan si necesita un animal de apoyo emocional para su condición psicológica o emocional.
Además de la autorización, el animal debe estar entrenado en obediencia básica. Esto es importante para garantizar que el animal no represente un peligro para otras personas. El animal debe poder comportarse adecuadamente en lugares públicos y responder rápidamente a las órdenes que se le den.
El profesional de la salud mental evaluará a la persona para determinar si necesita un animal de apoyo emocional. Esta evaluación puede incluir una entrevista, una revisión de la historia médica de la persona y la observación del comportamiento de la persona.
El entrenamiento en obediencia básica es importante para garantizar que el animal no represente un peligro para otras personas. El animal debe aprender a obedecer comandos básicos, como sentarse, quedarse quieto y venir. También debe aprender a comportarse adecuadamente en lugares públicos, como no ladrar o saltar a las personas.

### Documentación
Cada país establece sus propios parámetros; sin embargo, la mayoría suelen solicitar para acreditar a una ESAN lo siguiente:
- Certificación de un profesional de la salud mental: un médico, psicólogo o psiquiatra debe certificar que tu mascota es necesaria para tu condición psicológica o emocional. Esta certificación debe incluir la siguiente información:
  - Nombre y firma del profesional de la salud mental
  - Fecha de la evaluación
  - Descripción de la condición psicológica o emocional de la persona
  - Explicación de cómo la mascota puede ayudar a la persona a lidiar con su condición
- Fotografía de la persona con la mascota: la fotografía debe ser reciente y debe mostrar a la persona y a la mascota juntas.
- Certificado de vacunación: tu mascota debe estar al día con sus vacunas, incluyendo vacunas contra la rabia, la leptospirosis y la bordetella.
- Certificado de salud: tu mascota debe tener un certificado de salud emitido por un veterinario. Este certificado debe indicar que la mascota está en buen estado de salud y no representa un peligro para otras personas.

## Legislación

### México
La legislación mexicana reconoce los derechos de las personas con discapacidad a tener acceso a perros de asistencia. Estos perros brindan apoyo a las personas con discapacidad para que puedan llevar una vida independiente y plena.
Sin embargo, la legislación mexicana no reconoce los derechos de las personas con discapacidad a tener acceso a perros de terapia. Estos perros brindan apoyo a las personas con discapacidad para que puedan mejorar su salud física, mental y emocional.